# Paratanytarsus
Paratanytarsus is een muggengeslacht uit de familie van de Dansmuggen (Chironomidae).

## Soorten
- P. abiskoensis Reiss & Saewedal, 1981
- P. austriacus (Kieffer, 1924)
- P. bituberculatus (Edwards, 1929)
- P. brevicalcar (Kieffer, 1909)
- P. corsicanus Moubayed-Breil, Ashe & Langton, 2012
- P. dimorphis Reiss, 1965
- P. dissimilis (Johannsen, 1905)
- P. dubius (Malloch, 1915)
- P. grimmii (Schneider, 1885)
- P. hyperboreus Brundin, 1949
- P. inopertus (Walker, 1856)
- P. intricatus (Goetghebuer, 1921)
- P. laccophilus (Edwards, 1929)
- P. laetipes (Zetterstedt, 1850)
- P. lauterborni (Kieffer, 1909)
- P. mediterraneus Reiss & Saewedal, 1981
- P. natvigi (Goetghebuer, 1933)
- P. oconnori Moubayed-Breil, Ashe & Langton, 2012

- P. paralaccophilus Gilka & Paasivirta, 2008
- P. pencillatus (Goetghebuer, 1928)
- P. penicillatus (Goetghebuer, 1928)
- P. setosimanus (Goetghebuer, 1933)
- P. similatus (Malloch, 1915)
- P. tenellulus (Goetghebuer, 1921)
- P. tenuis (Meigen, 1830)
- P. tolucensis Reiss, 1972